# جنینا گاوانکار
جـِنینا گاوانکار (انگلیسی: Janina Gavankar؛ زادهٔ ۲۹ نوامبر ۱۹۸۰) یک هنرپیشه اهل ایالات متحده آمریکا است. وی از سال ۲۰۰۱ میلادی تاکنون مشغول فعالیت بوده‌است.

## گزیدهٔ آثار

### تلویزیون
- خاطرات خون‌آشام (۲۰۱۳)
- پیکان (۲۰۱۳–۲۰۱۲)
- ایکس پلی (۲۰۱۲)
- خون حقیقی (۲۰۱۳–۲۰۱۱)
- اتک آو د شو! (۲۰۱۲–۲۰۱۱)
- ان‌سی‌آی‌اس (۲۰۰۹–۲۰۰۸)
- آناتومی گری (۲۰۰۸)

### بازی ویدئویی
- فار کرای ۴ (۲۰۱۴)